# Les Amants de l'ombre
Pour plus de détails, voir Fiche technique et Distribution.
Les Amants de l'ombre est un téléfilm français de Philippe Niang, diffusé pour la première fois le 8 décembre 2009 sur France 3.

## Synopsis
Alors que la Seconde Guerre mondiale s'achève en Europe, des soldats américains s'installent dans un village français. Louise tombe amoureuse de Gary, un soldat noir, alors qu'elle est déjà mariée. Son mari est prisonnier depuis quatre ans, et ne lui écrit plus. Louise ignore qu'en réalité sa belle-mère intercepte les lettres. Son amant est lui-même marié aux États-Unis, et père d'une petite fille.
Louise va devoir affronter le racisme de ses proches. Blanche, une adolescente, va de son côté être stigmatisée pour avoir aimé un soldat allemand. Les deux femmes sont tondues côte à côte pour leur faute respective : l'une pour avoir couché avec un Allemand, l'autre pour avoir couché avec un Noir. Le mari de Louise revient de captivité, apprend le déshonneur de sa femme, et également qu'elle est enceinte de son amant. Cependant il lui pardonne, ils partent pour Paris, où une villageoise leur conseille une bonne adresse pour soigner les cicatrices. Le film conte aussi l'histoire de la factrice du village, qui accorde ses faveurs à un autre soldat noir, puis l'accuse l'avoir violée. La justice militaire américaine ne plaisante pas avec ce genre de crime, et le soldat est pendu. Gary réussit à faire avouer le mensonge à la factrice, mais trop tard pour sauver son ami.

## Le bêtisier
(juin 2017).
Le spectateur se demande en quel coin de France peuvent être stationnés des soldats de la 3e Division, au moment de la fin de la guerre. Le calendrier ne colle pas avec les derniers combats avec les Allemands, et l'arrivée du captif libéré. C'est un passionnant jeu des erreurs techniques qui fourmillent. Les soldats allemands roulent dans des camions Renault. Les soldats américains ne portent que le casque dit « léger » avec un filet par-dessus, pour lui donner du volume. Leur tenue de sortie est un blouson de 1943, dit « Ike », ce qui est correct, mais calamiteusement assorti au pantalon de combat moutarde de 1941. On n'échappe pas à la scène raciste, où des GIs blancs agressent des GIs noirs, parce qu'ils font des avances à des blanches. Mais les MPs qui viennent rétablir l'ordre ont économisé sur la peinture, et n'ont pas le casque et le ceinturon blanc de leur fonction. On aperçoit, dans la cour de la ferme, un camion Renault des années 50, on voit aussi une traction avant Citroën des années d'après guerre, et même les Jeeps, récupérées de l'armée française, ont le grand volant noir Hotchkiss et la tôle triangulaire de protection du moteur d'essuie glace, que jamais jeep de 1945 ne porta. Et même l'autocar de la séquence finale du départ pour Paris a une rutilante carrosserie des années d'après guerre. Pour les puristes, ces négligences cassent la reconstitution.

## Fiche technique
- Réalisateur : Philippe Niang
- Scénario : Philippe Niang et Aude Blanchard
- Photographie : Dominique Bouilleret
- Musique : Christophe Monthieux
- Date de diffusion : le 8 décembre 2009 sur France 3
- Durée : 90 min

## Distribution
- Julie Debazac : Louise Venturi
- Anthony Kavanagh : Gary Larochelle
- Delphine Rich : Mathilde Venturi
- Georges Corraface : Ange Venturi
- Lilly-Fleur Pointeaux : Blanche Venturi
- Mike Powers : Arthur Kennedy
- Edouard Montoute : Sidney Jackson
- Bruno Slagmulder : Pierre Venturi
- Daniel Martin : Docteur Mercier
- Shirley Bousquet : Nicole
- Michèle Taieb : Marguerite
- Sophie Mounicot : Gilberte
- Anthony Brutillot: Marcel